# كارل داينر
كارل داينر (بالألمانية: Karl Diener)‏ هو إحاثي وجغرافي وبروفيسور وجيولوجي نمساوي، ولد في 11 ديسمبر 1862 في فيينا في النمسا، وتوفي بنفس المكان في 6 يناير 1928.